# Tipula (Pterelachisus) crassicornis
Tipula (Pterelachisus) crassicornis is een tweevleugelige uit de familie langpootmuggen (Tipulidae). De soort komt voor in het Palearctisch gebied.